# Ти до мене не ходи
«Ти до мене не ходи» — жартівлива лірична українська народна пісня про кохання.

## Виконавці
Українська оперна співачка Марія Стефюк виконала пісню «Ти до мене не ходи» у фільмі «Солов'їний романс» (Укртелефільм, 1978).
Пісню також виконували гурти Тріо сестер Байко (альбом «Співають Сестри Байко», 2003), «Русичі» (дві версії - альбомна (музичний альбом «Щебетала пташечка») та ремікс Юрія Старчевода в межах музичного проєкту "Карась"), дует «Червоне та Чорне» (аудіоальбом «Лемківське весілля-3»), Театр Пісні «Джерела», оперна співачка Євгенія Мірошниченко, співачка Оксана Муха та інші виконавці.
Окремо було створено альтернативний варіант пісні у кінофільмі "Штепсель одружує Тарапуньку" ("Штепсель женит Тарапуньку") 1957 року. Текст було змінено повністю - адаптовано під радянську побутову реальність 1950-х років.

## Текст пісні
Ти до мене, ти до мене не ходи

Куций, коротенький

Бо до мене, бо до мене ходить хлопець

Високий, тоненький

Понад сад, виноград, а у саду грушка

Вийди, вийди, ти до мене,

Моя щебетушка.

Ти до мене, ти до мене не ходи

Не міси болота

Я за тебе, я за тебе не піду

Хоч би сь був зі злота

Чи ти, мила, така гарна

Чи мені здається

Через тебе, моя мила,

Сон мій не береться.

Ти до мене, ти до мене не ходи

Не псуй собі ночі

Я за тебе, я за тебе не піду

Бо ми ся не хоче

Понад сад, виноград а у саду сливка

Вийди, вийди, ти до мене,

Моя чорнобривка.

Ти до мене, ти до мене не ходи

Не псуй собі ночі

Я за тебе, я за тебе не піду

Бо мати не хоче

Перестань, перестань

До мене ходити.

Є у мене, є у мене гарний хлопець,

Буде мя любити.